# تحت شمس الضحى
تحت شمس الضحى هي رواية للكاتب إبراهيم نصر الله، وهي إحدى روايات مشروع الملهاة الفلسطينية، الذي يتألف من مجموعة روايات بدأ الكاتب بكتابتها منذ عام 1985، وتشكل كل رواية حكاية عن فلسطين وأهلها من الجانب الإنساني والثقافي والوطني. صدرت الطبعة الأولى من الرواية عام 2009 عن الدار العربية للعلوم ناشرون .

## زمان ومكان الرواية
تدور أحداث الرواية في مدينة رام الله، أما الزمان ينقسم إلى فترتين: فترة ما قبل اتفاقية أوسلو، والفترة التي بعد إتفاقية أوسلو والإنتفاضة الثانية.

## عن الرواية
تتحدث الرواية عن (ياسين الأسمر) البطل الثوري الذي تعرض في حياته للاعتقال والتعذيب ومن ثم إلى الإبعاد عن وطنه حتى يعود إليه وهو في عمر الخمسين بعد اتفاقية السلام ولكنه مع ذلك لا يجد الأمان على أرضه، ويقوم أحد الفنانين (سليم نصري) بعرض مسرحية تعبر عن حياة ياسين وكل ما عاناه في حياته من أجل وطنه، فيلتقي بأهله وأصدقائه ويسألهم عن تفاصيل حياته ليجسد الشخصية بكل إتقان، ويعرض سيرة حياة ياسين ويتقمص شخصيته، وهو المؤلف والممثل والمخرج للمسرحية، تركز الرواية على الكثير من المعاني، فيتحدث فيها الكاتب عن حلم العودة، وعن الحب والحياة، عن الأبطال الحقيقيين والوهميين، رواية ضد الفاسدين وكل من يفرط في الوطن لأجل مصالحه ومكاسبه، وبرغم كل العذاب والألم فإن أهل هذه الأرض ما زالوا يحبون الحياة ويحلمون ويعيشون على الأمل ويحبون الورود والشرفاء الأبطال. 

## اقتباسات
- لا مسافة بين جسد الممثل والممثل، إنهما شيء واحد، وإذا ما مضى أي منهما في اتجاه معاكس للآخر، يسقط العرض، بأكمله، تسقط فكرة التمثيل نفسها كفن.

- يجب أن يظلّ شيء منك، من شخصك فوق الخشبة، وإلا لن تكون أبدا. شيء صغير يتيح لك أن تظل مربوطاً بخيط دقيق بنفسك، بحيث يمكنك أن تعود إليها، أن تتجاوز مشكلة صغيرة قد تطرأ فجأة أثناء العرض، خيط يتيح لك أن تدرك ما يدور حولك تماما، خيط يُمكنك من أن ترتجل، أن تتذكر حين تنسى خيط في يدك، حين تسحبه، تستعيد روحك في اللحظة المناسبة من سطوة الدور الذي تؤديه.

- النهاية ستكون مُغلقة إذا ما قَبِلَتْ حتى بانتصارها؛ البداية أرحم البداية تعني أنك قادر على أن تعيش حياتك من جديد، أن تملك جرأة المحاولة مرة أخرى وأخرى، البداية إنسانية كالسؤال، أما النهاية فقاتلة كالإجابة من أين أبدأ؟.[4]